# La Rabatelière
La Rabatelière település Franciaországban, Vendée megyében. Lakosainak száma 1018 fő (2022. január 1.). La Rabatelière Chauché, Chavagnes-en-Paillers és Saint-André-Goule-d’Oie községekkel határos.

## Népesség
A település népességének változása:
| Lakosok száma | 943  | 961  | 989  | 989  | 995  | 999  | 1007 | 1013 | 1018 |
|               | 2013 | 2015 | 2016 | 2017 | 2018 | 2019 | 2020 | 2021 | 2022 |